# Lepidotrigla mulhalli
Lepidotrigla mulhalli és una espècie de peix pertanyent a la família dels tríglids.

## Descripció
- Fa 20 cm de llargària màxima.
- Nombre de vèrtebres: 31.
- Cos de color vermell fosc per damunt, blanquinós per sota i clapat de rosa.[4][5][6]

## Hàbitat
És un peix marí, demersal i de clima temperat (32°S-43°S) que viu entre 10-210 m de fondària a la plataforma continental.

## Distribució geogràfica
Es troba al Pacífic sud-occidental: el sud-est d'Austràlia, incloent-hi Victòria i Tasmània.

## Costums
És bentònic.

## Observacions
És inofensiu per als humans.